# Murreva
Murreva (Cymbalaria muralis) är en grobladsväxtart. Murreva ingår i släktet murrevor, och familjen grobladsväxter.

## Underarter
Arten delas in i följande underarter:
- C. m. muralis
- C. m. pubescens
- C. m. visianii

## Bildgalleri

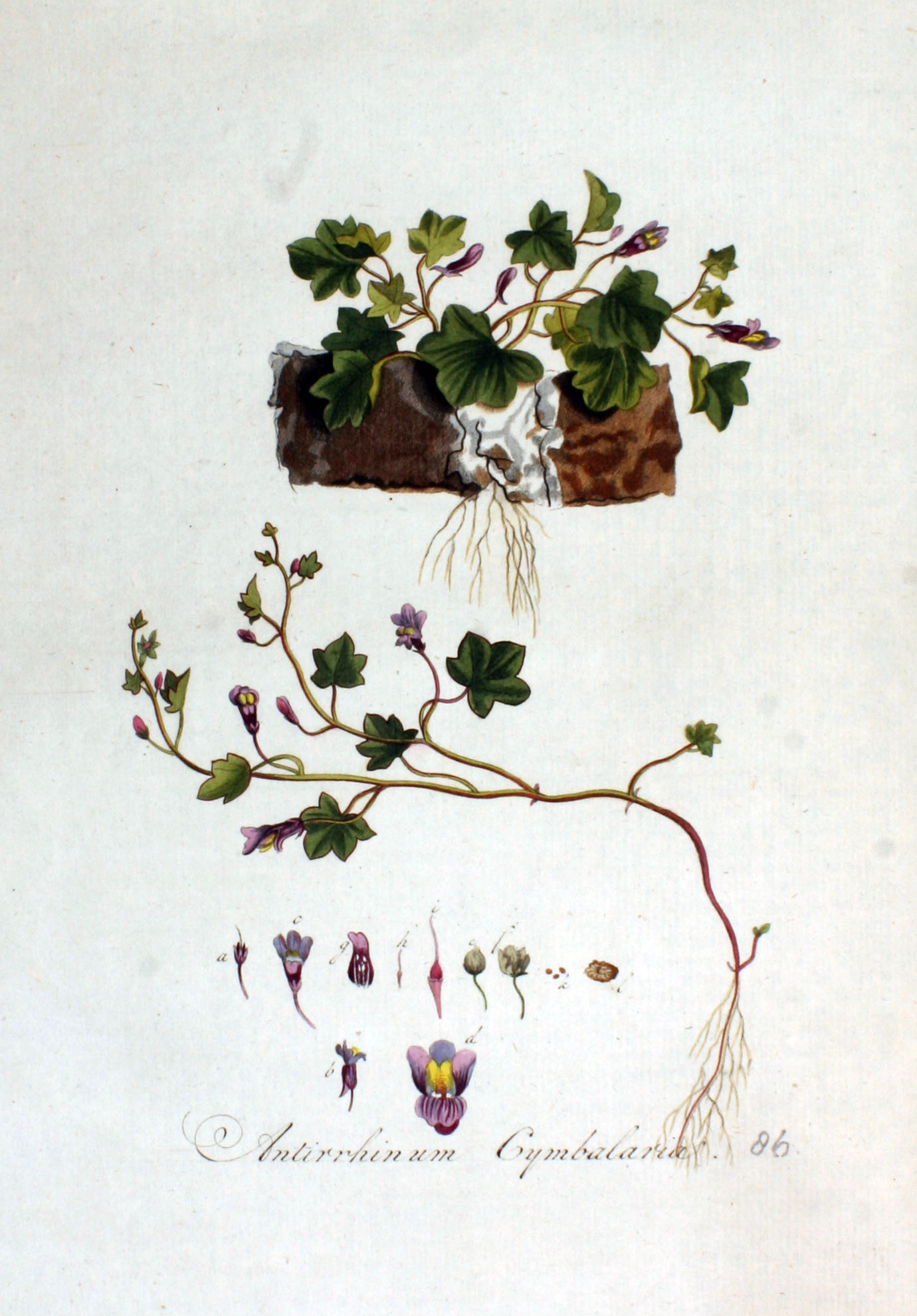
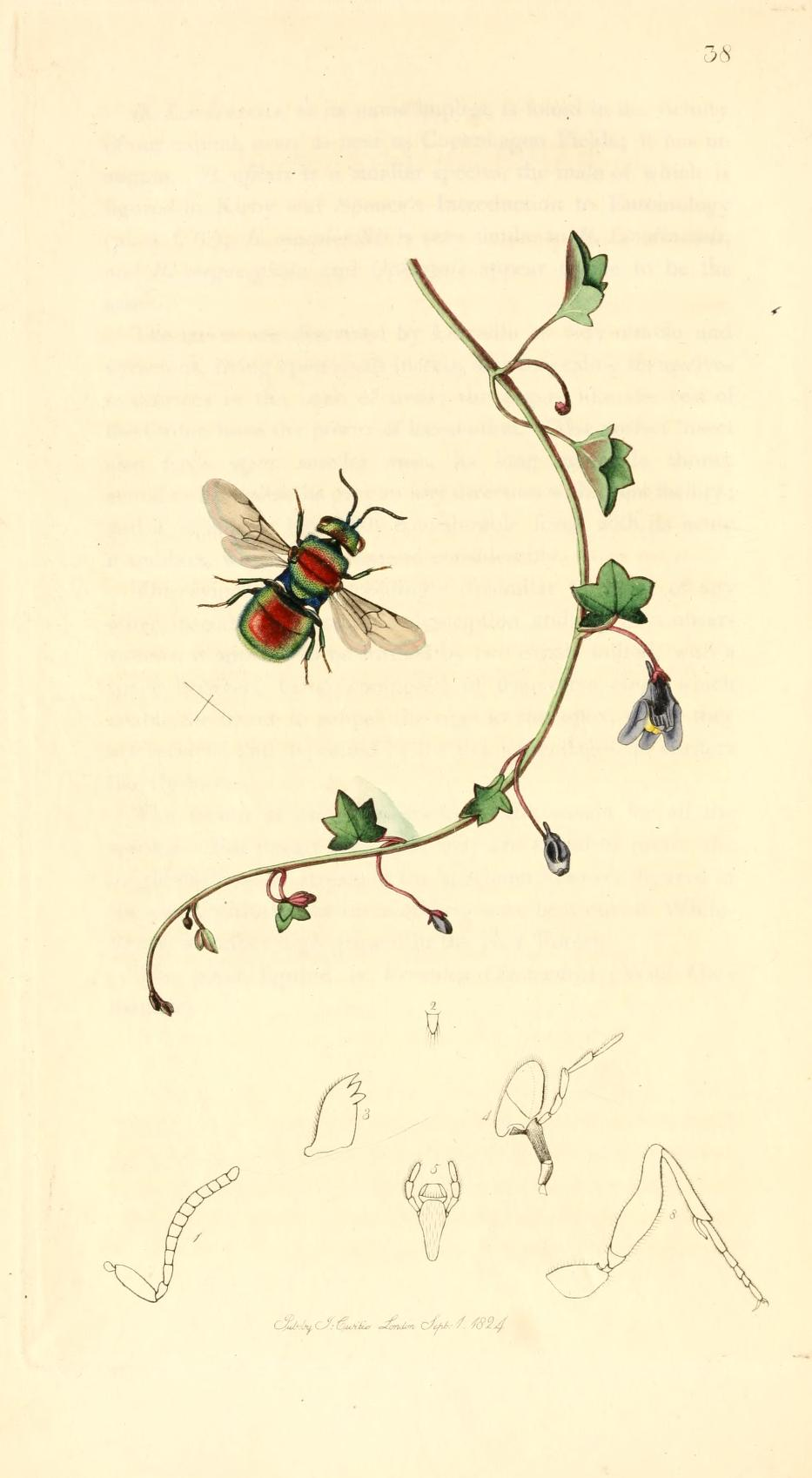
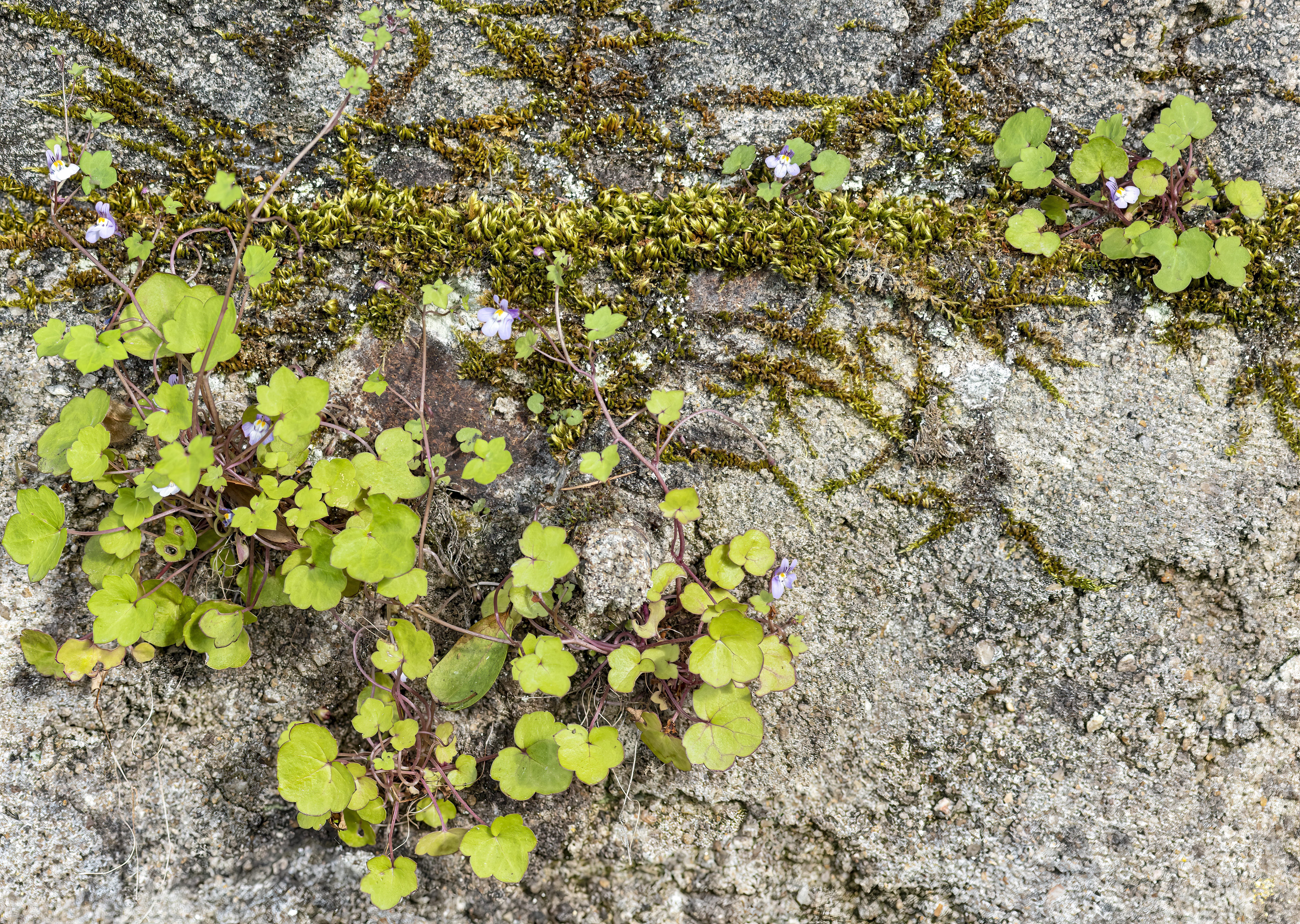
Cymbalaria muralis Habitus
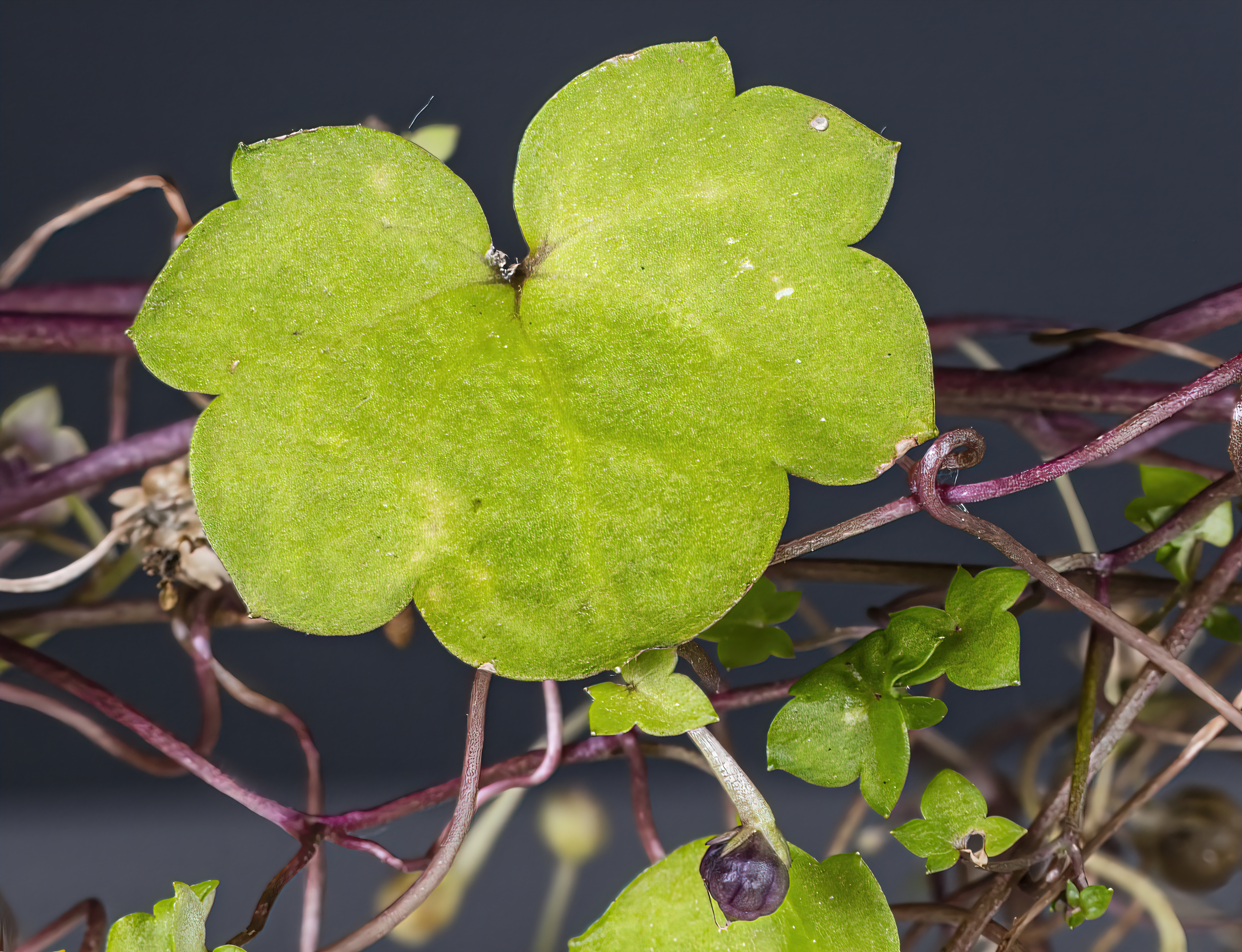
Blad
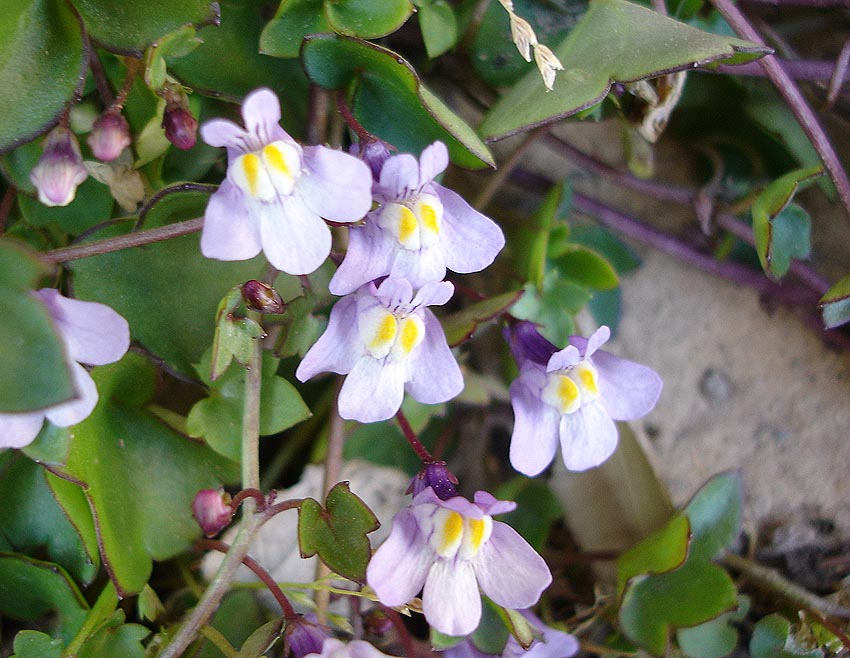
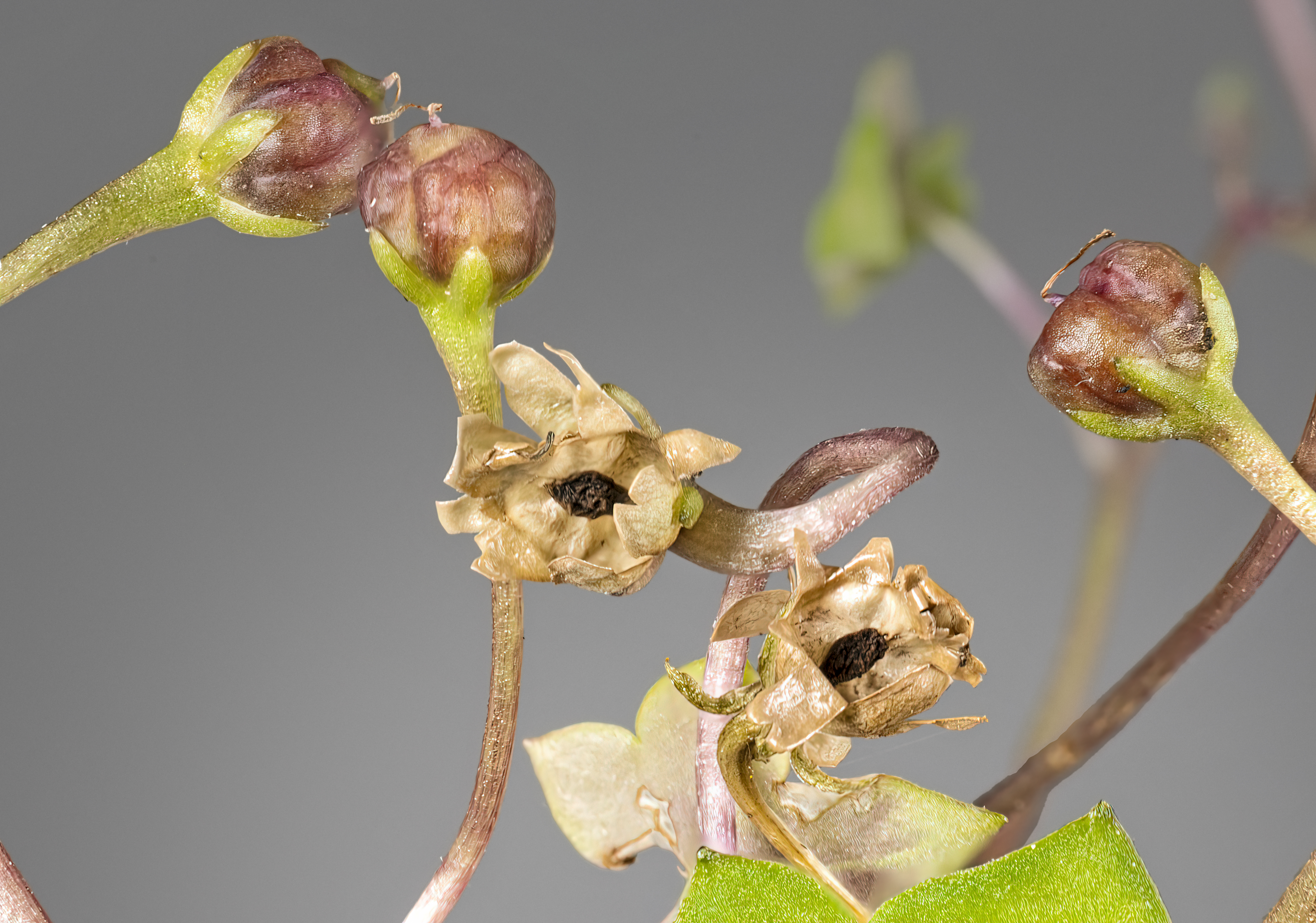
Frukt